# Miloš Babić (Eishockeyspieler)
Miloš Babić (serbisch-kyrillisch Милош Бабић; * 15. April 1988 in Livno, SFR Jugoslawien) ist ein serbischer Eishockeyspieler, der seit 2016 beim HK Vojvodina Novi Sad in der serbischen Eishockeyliga unter Vertrag steht.

## Karriere
Miloš Babić, der als Kind serbischer Eltern im überwiegend von Kroaten bewohnten Livno im heutigen Bosnien-Herzegowina geboren wurde, begann seine Karriere als Eishockeyspieler beim HK Partizan Belgrad, für den er erstmals 2003 in der serbisch-montenegrinischen Eishockeyliga spielte. 2006 wurde er mit seinem Klub serbisch-montenegrinischer und ein Jahr später serbischer Landesmeister. Anschließend wechselte er für ein Jahr zum KHK Roter Stern Belgrad und danach zum HK Vojvodina Novi Sad. 2010 kehrte er zu Partizan Belgrad zurück und gewann mit der Mannschaft nicht nur 2011 und 2012 erneut den serbischen Titel, sondern auch die slowenisch dominierte Slohokej Liga. Nach diesen Erfolgen zog es ihn nach Deutschland, wo er für die Darmstadt Dukes in der Regionalliga West auf dem Eis stand. Bereits nach einer Spielzeit kehrte er vorübergehend zu Partizan Belgrad zurück, verließ seinen Stammverein zum Jahreswechsel 2013/14 aber erneut und spielt seither beim Vänerborgs HC, mit dem allerdings umgehend aus der Division 2 in die Division 3, die fünfthöchste Spielklasse des Landes, abstieg. 2015 gelang ihm mit dem Klub der sofortige Wiederaufstieg. Anschließend kehrte er nach Serbien zurück und spielte zunächst ein Jahr für den HK NS Stars. 2016 wechselte er zunächst zum Roten Stern nach Belgrad, kehrte aber bereits nach drei Spielen nach Novi Sad zurück, wo er seither für den HK Vojvodina Novi Sad spielt, mit dem er 2022 serbischer Meister wurde.

### International
Für Serbien und Montenegro nahm Babić an der Division II der U18-Weltmeisterschaften 2003, 2004, 2005 und 2006 sowie den U20-Weltmeisterschaften 2004, 2005 und 2006 ebenfalls in der Division II teil. Für Serbien spielte er bei den U20-Weltmeisterschaften der Division II 2007 und der Division III 2008.
Im Herrenbereich nahm Babić zunächst im November 2005 mit der serbisch-montenegrinischen Auswahl an  der Olympiaqualifikation für die Spiele 2006 in Turin teil. Für Serbien spielte er bei den Weltmeisterschaften der Division II 2007, 2008, 2009, 2011, 2012, 2013, 2014 und 2015 teil. Bei der Weltmeisterschaft 2010 vertrat er seine Farben in der Division I.

## Erfolge und Auszeichnungen
- 2006 Serbisch-montenegrinischer Meister mit dem HK Partizan Belgrad
- 2007 Serbischer Meister mit dem HK Partizan Belgrad
- 2008 Aufstieg in die Division II bei der U20-Weltmeisterschaft der Division III
- 2009 Aufstieg in die Division I bei der Weltmeisterschaft der Division II, Gruppe A
- 2011 Gewinn der Slohokej Liga mit dem HK Partizan Belgrad
- 2011 Serbischer Meister mit dem HK Partizan Belgrad
- 2012 Gewinn der Slohokej Liga mit dem HK Partizan Belgrad
- 2012 Serbischer Meister mit dem HK Partizan Belgrad
- 2015 Aufstieg in die Division 2 mit dem Vänerborgs HC
- 2022 Serbischer Meister mit dem HK Vojvodina Novi Sad